# Alopecosa solivaga lineata
Alopecosa solivaga là một phân loài nhện trong họ Lycosidae.
Loài này thuộc chi Alopecosa. Alopecosa solivaga lineata được Wladislaus Kulczynski miêu tả năm 1916.